# Ellis Narrows
Die Ellis Narrows (englisch) sind eine von den Gezeiten bestimmte Meerenge an der Ingrid-Christensen-Küste des ostantarktischen Prinzessin-Elisabeth-Lands. In den Vestfoldbergen verbindet sie die Prydz Bay mit dem Ellis-Fjord.
Das Antarctic Names Committee of Australia benannte sie in Anlehnung an die Benennung des gleichnamigen Fjords. Dessen Namensgeber ist der US-amerikanische Fotograf Edwin E. Ellis (* 1924), der für die Luftaufnahmen bei der Operation Highjump (1946–1947) in diesem Gebiet zuständig war.